# 食満南北
食満 南北（けま なんぼく、1880年（明治13年）7月31日 - 1957年（昭和32年）5月14日）は、明治から昭和にかけての歌舞伎作者、作家。本名は食満 貞二（けま ていじ）。

## 来歴
大阪府堺市の裕福な酒造家に生まれる。幼少のころから芝居や落語など芸道に通じ、上京後、早稲田大学に入学し坪内逍遥に師事した。また村上浪六に弟子入りしたり、さまざまな職を経て、1905年（明治38年) 4月、田村成義の紹介で歌舞伎座の福地桜痴の門人となり本名のまま見習い作者となる。翌年4月に関係者と揉めて帰阪し、三代目片岡我當に招かれて松嶋屋の座付き作者となる。
1909年（明治42年) からは初代中村鴈治郎の一座に加わり松竹に所属。鴈治郎の座付き作者として多くの戯曲や随筆を書く傍ら『演藝画報』などの演劇関係の雑誌に関西歌舞伎関係の記事や批評を載せ、戦後に至るまで関西劇壇の重鎮として活躍した。また大正期には六代目鶴屋南北を名乗っていた。
速筆で知られどんな題材も器用にこなし重宝がられた。主な作品に『ぬれごろも』『聚楽物語』『桜のもと』などのオリジナル脚本や近松門左衛門の作品をアレンジした『心中宵庚申』などの脚本がある。また、『作者部屋から』『大阪の鴈治郎』などの随筆は、折口信夫の作品と並んで明治から戦前期にかけての関西歌舞伎を知る貴重な資料となっている。
3代目桂米朝によると、道楽が過ぎて一時期家にいられなくなり、落語家の桂文屋の家に仮寓していたという。
劇作家の長谷川幸延は弟子にあたる。